# Iamnia
Jamnia (también Jabné y Jabneel) fue una ciudad de los filisteos que fue asignada a la tribu de Judá. Fue una de las ciudades filisteas ocupadas y destruidas por el rey Uzías.  
En el primer libro de los Macabeos se menciona la ciudad como ubicada en una llanura, pero el segundo libro dice que tenía puerto y barcos que fueron incendiados por los macabeos, y la luminaria que produjo el incendio se vio desde Jerusalén. Plinio el Viejo la sitúa entre Asdod (Azoto) y Joppe (Jaffa) y dice que era el arsenal naval de Gaza, Azoto y Ascalón. Eusebio de Cesarea la sitúa entre Dióspolis (Lydda) y Azoto. 
Bajo Calígula fue la ciudad donde estalló la revuelta de los judíos que después se extendió, cuando el emperador quiso profanar el templo de Jerusalén, disuadido por Herodes Agripa II. La revuelta habría estallado cuando el recaudador romano, Capito, quiso erigir un altar al emperador aprovechando la existencia en la ciudad de una minoría de gentiles, provocando la revuelta de la mayoría de los judíos, que destruyeron el altar. 
Sus ruinas se llaman en la actualidad Yebna (o Yavne) y son una pequeña colina a poca distancia de la costa (unos 5 km), mientras que en la costa misma había un puerto. Para comunicar la ciudad y el puerto los romanos construyeron un puente en el lugar llamado Nahr al-Rushbia, del que aún quedan unas ruinas.